# Кино през 1993 година
Това е списък на събития, свързани със киното през 1993 година.

## Новини
- Филмът Джурасик парк с масивни специални ефекти, разбива боксофис рекорди, като става най-касовият филм (по това време)
- Актьорът Брендън Лий е случайно убит по време на снимките на Гарванът
- Премиерата на първия филм, който се базира на компютърна игра – Супер Марио Брос.

## Най-касовите филми
Десетте най-касови филма, издадени през 1993 г. от целия свят, както следва:
| Нр. | Заглавие                 | Филмово студио                         | Приход       |
| --- | ------------------------ | -------------------------------------- | ------------ |
| 1.  | „Джурасик парк“          | Amblin Entertainment                   | $914 691 118 |
| 2.  | „Мисис Даутфайър“        | 20th Century Fox                       | $441 286 195 |
| 3.  | „Беглецът“               | Уорнър Брос                            | $368 875 760 |
| 4.  | „Списъкът на Шиндлер“    | Юнивърсъл Студиос/Amblin Entertainment | $321 306 305 |
| 5.  | „Фирмата“                | Парамаунт Пикчърс                      | $270 248 367 |
| 6.  | „Неприлично предложение“ | Парамаунт Пикчърс                      | $266 614 059 |
| 7.  | „Катерачът“              | TriStar Pictures/Carolco Pictures      | $255 000 211 |
| 8.  | „Безсъници в Сиатъл“     | TriStar Pictures                       | $227 799 884 |
| 9.  | „Филаделфия“             | TriStar Pictures                       | $206 678 440 |
| 10. | „Версия пеликан“         | Уорнър Брос                            | $195 268 056 |

## Награди
| Категория           | 51-ви награди Златен глобус 22 януари 1994 | 51-ви награди Златен глобус 22 януари 1994 | 66-и награди Оскар 21 март 1994       | 47-и награди на БАФТА 14 април 1994   |
| Категория           | Драма                                      | Мюзикъл или комедия                        | 66-и награди Оскар 21 март 1994       | 47-и награди на БАФТА 14 април 1994   |
| ------------------- | ------------------------------------------ | ------------------------------------------ | ------------------------------------- | ------------------------------------- |
| Филм                | „Списъкът на Шиндлер“                      | „Мисис Даутфайър“                          | „Списъкът на Шиндлер“                 | „Списъкът на Шиндлер“                 |
| Актьор              | Том Ханкс „Филаделфия“                     | Робин Уилямс „Мисис Даутфайър“             | Том Ханкс „Филаделфия“                | Антъни Хопкинс „Земя на сенките“      |
| Актриса             | Холи Хънтър „Пианото“                      | Анджела Басет „Тина“                       | Холи Хънтър „Пианото“                 | Холи Хънтър „Пианото“                 |
| Режисьор            | Стивън Спилбърг „Списъкът на Шиндлер“      | Стивън Спилбърг „Списъкът на Шиндлер“      | Стивън Спилбърг „Списъкът на Шиндлер“ | Стивън Спилбърг „Списъкът на Шиндлер“ |
| Поддържащ актьор    | Томи Лий Джоунс „Беглецът“                 | Томи Лий Джоунс „Беглецът“                 | Томи Лий Джоунс „Беглецът“            | Ралф Файнс „Списъкът на Шиндлер“      |
| Поддържаща актриса  | Уинона Райдър „Невинни години“             | Уинона Райдър „Невинни години“             | Ана Пакуин „Пианото“                  | Мириам Марголис „Невинни години“      |
| Адаптиран сценарий  | „Списъкът на Шиндлер“ Стивън Зейлиън       | „Списъкът на Шиндлер“ Стивън Зейлиън       | „Списъкът на Шиндлер“ Стивън Зейлиън  | „Списъкът на Шиндлер“ Стивън Зейлиън  |
| Оригинален сценарий | „Списъкът на Шиндлер“ Стивън Зейлиън       | „Списъкът на Шиндлер“ Стивън Зейлиън       | „Пианото“ Джейн Кампион               | „Омагьосан ден“ Дани Рубин            |
| Чуждестранен филм   | „Сбогом, спътнице моя“                     | „Сбогом, спътнице моя“                     | „Бел епок“                            | „Сбогом, спътнице моя“                |

## Премиери на български филми
| Дата        | Заглавие           | Режисьор                  |
| ----------- | ------------------ | ------------------------- |
| 17 февруари | „Кръговрат“        | Дочо Боджаков             |
| 26 февруари | „Сирна неделя“     | Радослав Спасов           |
| 29 юли      | „Голгота“          | Михаил Пандурски          |
| 3 септември | „Пантуди“          | Огнян Купенов/Ангел Тошев |
| 6 септември | „Фатална нежност“  | Рангел Вълчанов           |
| 4 октомври  | „Жребият“          | Иванка Гръбчева           |
| 9 ноември   | „Нещо във въздуха“ | Петър Попзлатев           |

## Родени
- 26 юли – Тейлър Момсън

## Починали
- 20 януари – Одри Хепбърн
- 27 февруари – Лилиан Гиш
- 31 март – Брендън Лий
- 31 октомври – Ривър Финикс, Федерико Фелини
- 14 декември – Мирна Лой

## Дебюти
Следните личности дебютират в киното:
- Дженифър Анистън в „Леприкон“
- Кейт Бекинсейл в „Много шум за нищо“
- Нийв Кембъл в „The Dark“
- Джош Лукас в „Живи“
- Матю Макконъхи в „Объркани и непокорни“
- Британи Мърфи в „Family Prayers“
- Ана Пакуин в „Пианото“
- Райън Рейнолдс в „Ordinary Magic“
- Алиша Силвърстоун в „Увлечението“
- Джейда Пинкет Смит в „Menace II Society“
- Майкъл Шанън в „Омагьосан ден“